# Cantone di L'Estuaire
Il Cantone di L'Estuaire è una divisione amministrativa dell'Arrondissement di Blaye.
È stato costituito a seguito della riforma approvata con decreto del 20 febbraio 2014, che ha avuto attuazione dopo le elezioni dipartimentali del 2015.

## Composizione
Comprende i seguenti 39 comuni:
- Anglade
- Bayon-sur-Gironde
- Berson
- Blaye
- Bourg
- Braud-et-Saint-Louis
- Campugnan
- Cars
- Cartelègue
- Comps
- Étauliers
- Eyrans
- Fours
- Gauriac
- Lansac
- Marcillac
- Mazion
- Mombrier
- Plassac
- Pleine-Selve
- Prignac-et-Marcamps
- Pugnac
- Reignac
- Saint-Androny
- Saint-Aubin-de-Blaye
- Saint-Caprais-de-Blaye
- Saint-Ciers-de-Canesse
- Saint-Ciers-sur-Gironde
- Saint-Genès-de-Blaye
- Saint-Martin-Lacaussade
- Saint-Palais
- Saint-Paul
- Saint-Seurin-de-Bourg
- Saint-Seurin-de-Cursac
- Saint-Trojan
- Samonac
- Tauriac
- Teuillac
- Villeneuve